# Histoire d'Aigurande

Blason d'Aigurande

L'histoire d'Aigurande inventorie, étudie et interprète l'ensemble des événements du passé liés à la commune d'Aigurande (Indre).

## Préhistoire et Antiquité

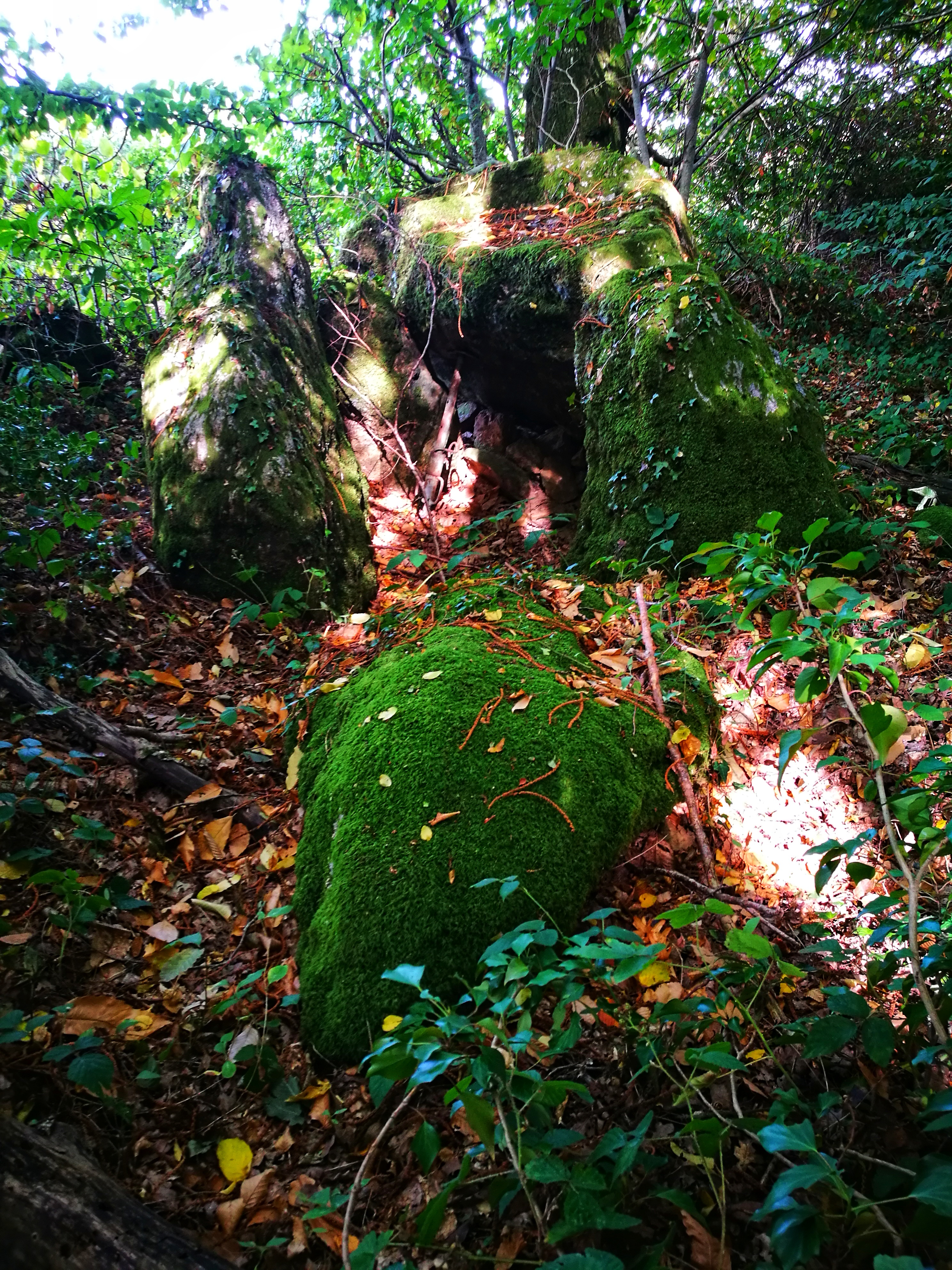
Dolmen des Pontets en 2018.

La présence humaine sur le territoire depuis le Néolithique est attestée. Des objets de la période ont été retrouvés sur le site du dolmen du Grand Pontet. Ce mégalithe fait partie d'un groupe présent sur le sud du Berry, en Creuse ainsi qu'en Haute-Vienne, et dont le mobilier funéraire retrouvé le rattache à la civilisation chalcolithique d'Artenac.
Entre 650 et 600 avant J-C, les Bituriges Cubes auraient immigré dans la région depuis la basse vallée de la Moselle. Aigurande se situe sur une crête allongée et boisée où sont séparées les civitas des Bituriges et Lémovices,. Selon le géographe et historien Roger Dion, c'est de cette époque que la commune tient son nom, dérivé d'Equoranda, qui désignerait « les intersections des limites de peuples et des grandes voies terrestres ou fluviales » . Cette frontière est d'ailleurs réutilisée pour l'établissement du diocèse médiéval.

## Moyen Âge
Du 14e au milieu du 15e siècle, pendant la Guerre de Cent Ans, le bourg d'Aigurande s'entoura d'une fortification.

## De la Révolution française au XIXe siècle
Au mois de juillet 1789, la Grande Peur atteint Aigurande, où des rumeurs fausses prétendent que 4000 « brigands » des provinces voisines arriveraient après avoir « massacré, ravagé, brulé ».
Pour l'An II, François Dalphonse, rédige des Mémoires statistiques sur le département. Il indique dans son inventaire détaillé des villes qu'Aigurande (1 617 habitants alors) « n'a d'importance que par ses foires »,.
Aigurande fut une des communes à célébrer le centenaire de la Première république le 22 septembre 1892. En plus des édifices « pavoisés et illuminés » comme dans le reste du département, on crée des chars de fête dédiés à la marseillaise et à la République. La presse est divisée entre républicains et conservateurs sur la réussite et le suivi des fêtes.